# Whakatāne District
Der Whakatāne District ist eine zur Region Bay of Plenty gehörende Verwaltungseinheit in Neuseeland. Der Rat des Districts, Whakatāne District Council (Distriktrat) genannt, hat seinen Sitz in der Stadt Whakatāne, ebenso wie die Verwaltung des Distrikts.

## Geographie

### Geographische Lage
Der Distrikt stellt mit 4450 km² reiner Landfläche den größten Distrikt in der Region Bay of Plenty dar. Mit 32.691 im Jahr 2013 gezählten Einwohnern kommt der Distrikt auf eine Bevölkerungsdichte von 7,3 Einwohnern pro km² und ist damit der Distrikt mit der zweitniedrigsten Bevölkerungsdichte hinter dem Opotiki District.
Der Whakatāne District schließt im Westen an den Western Bay of Plenty District und dem Distrikt Rotorua Lakes an und im Südwesten grenzt er an den Taupō District. Südöstlich liegen die beiden Distrikte Wairoa und Gisborne, von denen der Wairoa District zur Region Hawke’s Bay gehört und Gisborne eine eigenständige Territorial Authority bildet und keiner anderen Region angehört. Im Osten grenzt der Opotiki District an und im Norden bildet die Küste zum Pazifischen Ozean die natürliche Grenze.
Eine Besonderheit stellt die Enklave des Kawerau Districts dar, der sich mit lediglich 24 km² Größte im Nordwesten des Whakatāne District befindet.
Zu den größten Flüsse des Distrikts, die sich vollständig innerhalb des Distriktes befinden, zählen von West nach Ost der Rangitaiki River, der Whakatāne River und der Waimana River. Alle drei fließen nach Norden dem Pazifik entgegen. Ein weiterer Fluss, der den Distrikt durchfließt und an dessen Küste in den Ozean mündet, ist der Tarawera River. Er hat seinen Ursprung im Rotorua District und wird vom Lake Tarawera gespeist.
Die höchsten Berge stellen der Vulkan Mount Edgecumbe (Putauaki) mit 821 m, der Te Whakaumu mit 765 m und der Tawhiuau mit 1017 m Höhe dar. Die beiden größten See im Distrikt sind künstlich entstanden und befinden sich beide im Flussverlauf des Rangitaiki Rivers. Der Lake Āniwhenua und der Lake Matahina dienen beide der Stromerzeugung. Die Bergregionen des Te Urewera befindet sich nur zum Teil im Distriktsgebiet, nimmt aber einen großen Teil des Südostens ein. Zahlreiche Wanderwege bieten Zugang zum National Park.
Zu den größten Städten gehören Whakatāne mit rund 15.000 Einwohnern, Murupara mit rund 1800 Einwohnern und Edgecumbe mit rund 1600 Einwohnern.

### Klima
Die Sommer im Distrikt sind sehr warm und die Winter recht mild. Die durchschnittlichen Sommertemperaturen liegen zwischen 25 °C und 28 °C, in den Wintermonaten wird es selten kälter als 11 °C. An rund 55 Tagen im Jahr hat Whakatāne die durchschnittlich höchsten Temperaturen Neuseelands. Die Sonnenscheindauer beträgt rund 2300 Stunden im Jahr und der jährliche Niederschlag beträgt rund 1200 mm.

## Geschichte
Die Geschichte des Whakatāne District und seiner Verwaltung geht zurück auf das Jahr 1876. In dem Jahr wurde erstmals der Whakatāne County Council (Bezirksrat) gebildet, der ungefähr die heutigen Distrikte von Whakatāne und Opotiki abdeckte. Die Verwaltung war seinerzeit noch in dem Ort Opotiki. Im Jahr 1900 wurde das County in Whakatāne County und Opotiki County aufgeteilt. Ein 1876 gebildeter Whakatāne Road Board (Gremium für Straßen) wurde aufgelöst und ebenfalls in die neue Verwaltung integriert. Als 1914 Whakatāne zur Stadt erklärt wurde und am 25. August 1917 ein Stadtrat gegründet wurde, verlor der County Council seine Zuständigkeit für die Stadt.
Die beiden Verwaltungskörperschaften, Whakatāne Borough Council und der dritte Whakatāne County Council wurden im Jahr 1976 mit dem Whakatāne Harbour Board zusammengeführt und der Whakatāne District Council gebildet. Im Zuge der 1989 vorgenommenen Gebietsreform wurde dann schließlich der Murupara Borough Council übernommen und Teile von dem Opotiki District und dem Taupō District in den Whakatāne District integriert, und damit ein Großteil des Kaingaroa Forest.

## Bevölkerung

### Bevölkerungsentwicklung
Von den 32.691 Einwohnern des Distrikts waren 2013 13.032 Einwohner Māori-stämmig (39,9 %). Damit lebten 2,2 % der Māori-Bevölkerung des Landes im Whakatāne District. Das durchschnittliche Einkommen in der Bevölkerung lag 2013 bei 25.600 NZ$ gegenüber 28.500 NZ$ im Landesdurchschnitt.

### Herkunft und Sprachen
Die Frage nach der Zugehörigkeit einer ethnischen Gruppe beantworteten in der Volkszählung 2013 66,3 % mit Europäer zu sein, 43,5 % gaben an, Māori-Wurzeln zu haben, 2,5 % kamen von den Inseln des pazifischen Raums und 2,4 % stammten aus Asien (Mehrfachnennungen waren möglich). 12,0 % der Bevölkerung gab an in Übersee geboren zu sein und 16,9 % der Bevölkerung sprachen Māori, unter den Māori 37,2 %.

## Politik

### Verwaltung
Der Whakatāne District ist seinerseits noch einmal in vier Wards eingeteilt, dem Whakatāne-Ōhope Ward mit vier Councillors (Ratsmitgliedern) und dem Rangitāiki Ward mit drei, dem Tāneatua-Waimana Ward und dem Galatea-Murupara Ward mit je einem Councillors. Zusammen mit dem Mayor (Bürgermeister) bilden sie den District Council (Distriktsrat). Der Bürgermeister und die neun Ratsmitglieder werden alle drei Jahre neu gewählt.

### Städtepartnerschaften
Der Whakatāne District Council unterhält drei Partnerschaften zu anderen Städten:
- Kamagaya, Japan
- Shibukawa, Japan
- Warwick (Queensland), Australien

## Wirtschaft
Industrielle und landwirtschaftliche Entwicklung fand im Distrikt seit 1910 statt. Veränderungen wirtschaftlicher Bedingungen haben auch stets die Region von Whakatāne verändert. Geblieben von allem ist aber die Landwirtschaft und die Milchwirtschaft, die nach wie vor den größten Wirtschaftsfaktor des Distrikts darstellt. Seit den 1950er Jahren wächst allerdings der Anteil der Forstwirtschaft und die holzverarbeitende Industrie.
Auch der Tourismus erlangt in den letzten Jahren größere Bedeutung. Die Küste, Wandertouren und Fischen im Nationalpark, Rafting, Speedboat fahren und Kanutouren auf dem Rangitaiki River machen die Region attraktiver. Als Abenteuerausflug der besonderen Art, werden von Whakatāne aus tägliche Touren zum aktivsten im Meer liegenden Vulkan Neuseelands nach Whakaari / White Island angeboten. Per Schiff oder Hubschrauber mit Expedition im vulkanischen Gelände oder per Flugzeug als Rundflug reichen die Möglichkeiten.

## Infrastruktur

### Straßenverkehr
Verkehrstechnisch angebunden ist der Whakatāne District durch den New Zealand State Highway 2, der den Distrikt von Nordwesten kommend in südöstlicher Richtung durchquert und durch die State Highways 30, 34 und 38, letzterer als Anbindung der kleinen Stadt Murupara mit Rotorua im Westen.

### Flugverkehr
Der Whakatāne-Flughafen befindet sich etwa acht Kilometer westlich vom Stadtzentrum von Whakatāne und verbindet den Distrikt mit fünf täglichen Flügen nach Auckland und je einem täglichen Flug nach Gisborne und Hamilton.